# Royal Cup NLB Montenegro
Il Royal Cup NLB Montenegro è un torneo di tennis che si gioca sulla terra rossa che fa parte dell'ITF Women's Circuit. Il torneo si gioca a Podgorica in Montenegro dal 2004.

## Albo d'oro

### Singolare
| Anno              | Campionessa        | Finalista           | Punteggio         |
| ----------------- | ------------------ | ------------------- | ----------------- |
| 2013              | Stephanie Vogt     | Anett Kontaveit     | 6–4, 6–3          |
| 2012              | Renata Voráčová    | Maria Elena Camerin | 3–6, 6–2, 6–0     |
| ↑ ITF 50K event ↑ |                    |                     |                   |
| 2011              | Paula Ormaechea    | Danka Kovinić       | 6–1, 6–1          |
| 2010              | Irina-Camelia Begu | Annalisa Bona       | 6–1, 6–1          |
| 2009              | Renata Voráčová    | Ana Timotić         | 7–5, 2–1, retired |
| 2008              | Maša Zec Peškirič  | Dominika Nociarová  | 6–3, 7–6(1)       |
| 2007              | Michaela Paštiková | Martina Suchá       | 5–7, 7–5, 7–6(4)  |
| 2006              | Ana Veselinović    | Dia Evtimova        | 6–4, 7–5          |
| ↑ ITF 25K event ↑ |                    |                     |                   |
| 2005              | Dijana Stojić      | Neda Kozić          | 4–6, 7–5, 6–3     |
| 2004              | Miljana Adanko     | Dragana Zarić       | 6–3, 6–3          |
| ↑ ITF 10K event ↑ |                    |                     |                   |

### Doppio
| Anno              | Campionesse                           | Finaliste                                  | Punteggio           |
| ----------------- | ------------------------------------- | ------------------------------------------ | ------------------- |
| 2013              | Vladica Babić Iva Mekovec             | Kateřina Vaňková Maša Zec Peškirič         | 6–4, 6(1)–7, [10–5] |
| 2012              | Nicole Clerico Anna Zaja              | Mailen Auroux María Irigoyen               | 4–6, 6–3, [11–9]    |
| ↑ ITF 50K event ↑ |                                       |                                            |                     |
| 2011              | Corinna Dentoni Florencia Molinero    | Danka Kovinić Danica Krstajić              | 6–4, 5–7, [10–5]    |
| 2010              | Irina-Camelia Begu Mihaela Buzărnescu | Valerija Solov'ëva Maryna Zanevs'ka        | 5–7, 7–5, [12–10]   |
| 2009              | Nicole Clerico Karolina Kosińska      | Karolina Jovanović Teodora Mirčić          | 6(4)–7, 6–4, [10–4] |
| 2008              | Neda Kozić Sandra Martinović          | Erica Krauth Hanna Nooni                   | 7–6(5), 6–2         |
| 2007              | Danica Krstajić Sandra Martinović     | Ivana Abramović Maria Abramović            | 6–1, 6–2            |
| 2006              | Josipa Bek Karolina Jovanović         | Ljudmyla Kičenok Nadežda Kičenok           | 6–4, 5–7, 6–2       |
| ↑ ITF 25K event ↑ |                                       |                                            |                     |
| 2005              | Ani Mijačika Dijana Stojić            | Neda Kozić Vesna Manasieva                 | 1–6, 6–3, 6–4       |
| 2004              | Katarina Mišić Dragana Zarić          | Janette Bejlková Biljana Pawlowa-Dimitrova | 6–1, 6–2            |
| ↑ ITF 10K event ↑ |                                       |                                            |                     |